# Addisonova bolezen
Addisonova bolezen (tudi adrenokortikalna insuficienca, hipadrenija, hipoadrenalizem, hipokorticizem, insuficienca nadledvičnih žlez ali morbus Addisonali) je bolezen zaradi zmanjšanega delovanja skorje  nadledvične žleze. Kaže se z značilno temno kožo in temnimi lisami po sluznicah, temnejšimi kožnimi gubami in brazgotinami, znižanim krvnim tlakom, telesno nemočjo (adinamijo) in elektrolitskimi motnjami.

## Epidemiologija
Addisonova bolezen je redka endokrina oziroma hormonska motnja, ki prizadene okoli enega med 100.000 ljudmi. Pojavlja se v vseh starostnih skupinah in prizadene oba spola.

## Simptomi
Simptomi se začnejo pojavljati postopoma. Bolniki z Addisonovo boleznijo so utrujeni, so slabotni, hujšajo, imajo tudi nizek krvni tlak (kar pa vodi v omotico in omedlevost) in včasih se pojavijo temne lise na koži. Lahko pride tudi do hipoglikemije.  
Psihični simptomi pa so razdražljivost in depresija. Bolnik ima pretirano željo po soli. Menstrualni cikel pri ženskah pa lahko postaja nereden ali se celo popolnoma ustavi.  
Bolezni se ponavadi zavemo šele ob velikem stresu. Ob takšnih trenutkih se zaradi napredovanja simptomov priporoča obisk zdravnika. Lahko pride do akutne nadledvične insuficience, ki je posledica izrazitega stresa in pri 25% bolnika prvič opozori na Addisonovo bolezen.  
Bolezne je lahko usodna, če ni zdravljena.  

## Vzroki Addisonove bolezni
Bolezen se pojavi, ko nadledvične žleze ne proizvajajo več dovolj hormonov.  Nadledvični žlezi proizvajata kortizol, ki ga pa je pri addisonovi bolezni premalo. 

### Primarni vzroki
Primarni vzroki nastopijo v sami žlezi in nanjo delujejo neposredno. Simptomi nastopijo šele, ko je okvarjene vsaj 90 % skorje. Tedaj je namreč onemogočena tvorba hormonov iz skupine glukokortikoidov in mineralokortikoidov. Najpogostejši primarni vzrok bolezni je avtoimunski adrenalitis (telo avtoimunsko uniči žleze), lahko pa je tudi posledica tuberkoloze. Redkeje se pojavi zaradi okužb v žlezi, razširitev razsevkov ali krvavitev v žlezi.

### Sekundarni vzroki
Sekundarni vzroki nastanejo zunaj nadledvičnice in nanjo vplivajo posredno. Največkrat gre za bolezni hipofize, pri katerih je posledica zmanjšano izločanje ACTH-ja iz hipofize. (Ta hormon stimulira izločanje  gluko- in mineralokortikoidov iz nadledvičnic).
Sekundarni vzrok je tudi lahko nenadno prenehanje jemanja glukortikoidnih zdravil ob kroničnih vnetjih. Ta zdravila povzročijo znižanje izločanja hormonov nadledvične žleze, in hkrati tudi zmanjšajo sposobnost žleze. Zato pride do pomanjkanja hormonov v telesu, žleza pa ni sposobna nadomestiti izgube, zato se pokažejo znaki bolezni.

## Vzroki za težave nadledvične žleze
Vzrok je predvsem padec kortizola. Te imenujemo nadledvična insuficienca, ki nastane zaradi različnih vzrokov. Pri primarni nadledvični insuficienci je vzrok napačno delovanje žleze, sekundarna motnja pa nastane zaradi premajhnega izločanja ACHT-ja v hipofizi. 

### Primarna nadledvična insuficienca
V večini primerov Addisonove bolezni je nastanek bolezni posledica avtoimunega obolenja, pri katerem telo tvori protitelesa in postopoma uničuje tkivo ali organe. Takih primerov je okoli 70%. Ko je uničene vsaj 90% skorje nadledvičnice se pojavi nadledvična insuficienca. Posledica izgube skorje pa je pomanjkanje kortizola in ostalih hormonov. Če pa stanje vpliva tudi na druge žleze pa govorimo o sindromu poliendokrine pomanjkljivosti (POS).
POS delimo na dva tipa: tip I in tip II. 
Tip I se pojavlja pri otrocih, posledica pa je spolna zaostalost, slabokrvnost, kronična okužba s kandido, kronični hepatitis v redkih primerih pa tudi izguba las. 
Tip II ali tudi Schmidt-ov sindrom pa se pojavi pri najstnikih. Povezana je z nepravilnim delovanjem ščitnice. Posledica je počasnejši spolni razvoj in lahko tudi sladkorna bolezen. Ena desetina pacientov izgubi pigment na posameznih delih kože. Domnevajo, da je POS dedovana bolezen, saj tveganje v primeru družinskih endokrinih pomanjkljivosti, narašča.
Tuberkoloza predstavlja razlog nastanka okrog 20% primerov POS tipa I. Z zdravljenjem tuberkoloze se je zmanjšala tudi pojavnost poliendokrine pomankljivosti.
Drugi,, manj pogosti vzroki pa so lahko kronične glivične okužbe, rakave celice, ki se širijo na nadledvičnico ter amiloidoza.

### Sekundarna nadledvična insuficienca
Pri sekundarni motnji pa je vzrok v pomanjkanju ACHT-ja, ki povzroči slabše delovanje nadledvičnice, proizvodnja kortizola upade, medtem ko proizvodnja aldosterona ne upade. Začasna oblika motnje se pojavi, ko oseba nenadoma, ki je prejemala z glukokortikoidni hormon, prekine ali ustavi terapijo. Začano obliko pa lahko sprožijo tudi zdravila za revmatoidni artritis, astmo in ulcerozni kolitis, ki blokirajo sporščanje obeh hormonov kortikotropin - sproščujoči hormon CRH in ACHT. 
Lahko nastane tudi kot posledica kirurške odstranitve benigne nadledvične žleze. ACHT lahko proizvaja tumorke celice. V takšnem primeru se hipofiza odtrani in vpelje se hormonska nadomestna terapija.   

## Zanimivosti
Eden najbolj znanih bolnikov z Addisonovo boleznijo je bil ameriški predsednik John F. Kennedy.